# Sainte-Croix-aux-Mines

Sainte-Croix-aux-Mines este o comună în departamentul Haut-Rhin din estul Franței. În 2009 avea o populație de 2.031 de locuitori.

## Evoluția populației
| An        | 1975  | 1982  | 1990  | 1999  | 2006  | 2009  |
| --------- | ----- | ----- | ----- | ----- | ----- | ----- |
| Populație | 2.332 | 2.010 | 1.932 | 2.035 | 2.049 | 2.031 |